# 小行星2180
小行星2180（2180 Marjaleena）是一颗围绕太阳公转的小行星。1940年9月8日，海基·阿利科斯基在图尔库发现了此天体。
該小行星以阿利科斯基的女兒瑪雅莉娜·約翰森（Marjaleena Johnsson）命名。
这颗小行星的绝对星等为86.32508672410215等。